# Kirchgellersen

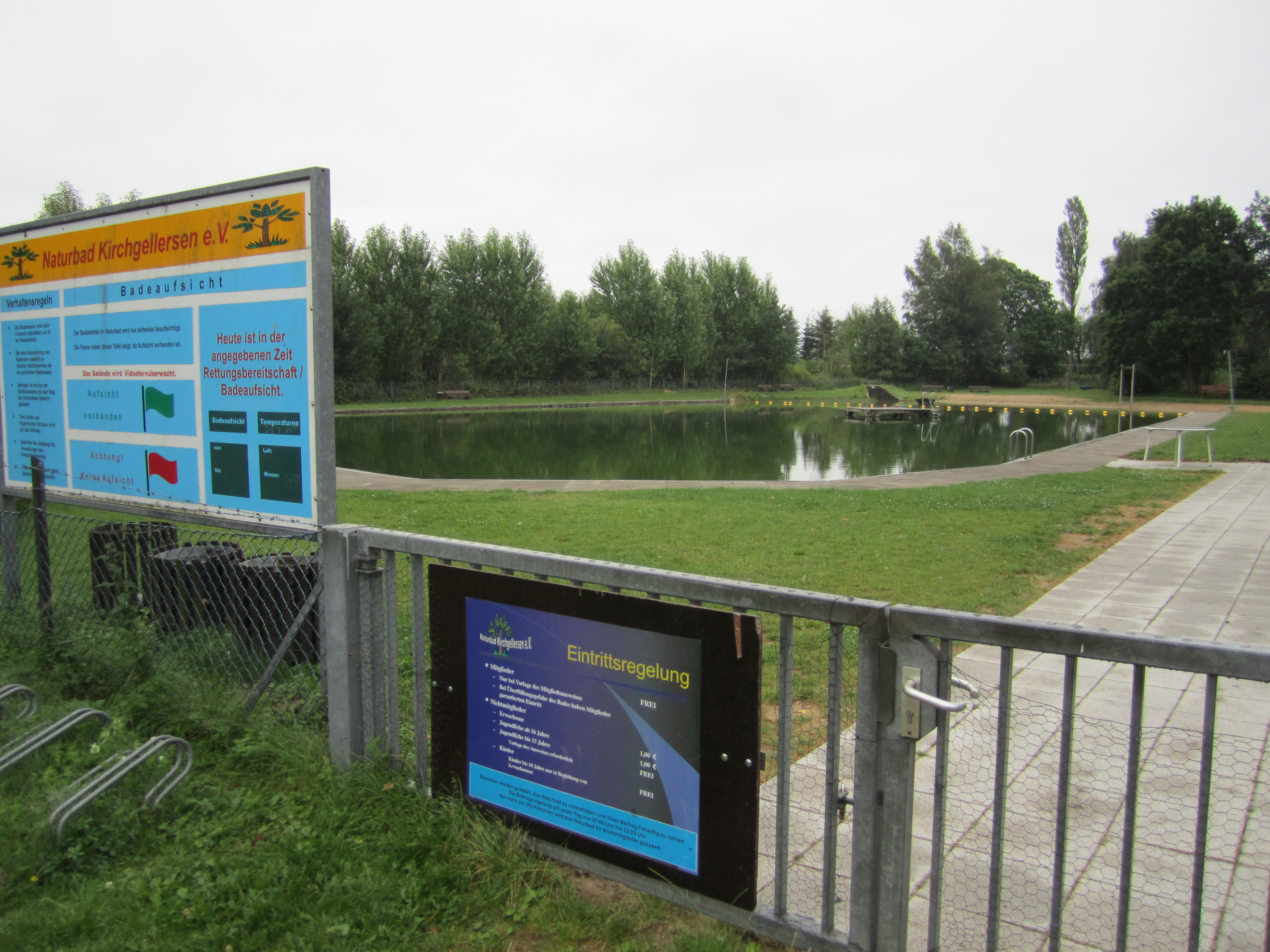
Naturbad

Kirchgellersen ist eine Gemeinde im niedersächsischen Landkreis Lüneburg.

## Geografische Lage
Kirchgellersen liegt im Osten des Naturparks Lüneburger Heide. Die Gemeinde gehört der Samtgemeinde Gellersen an, die ihren Verwaltungssitz in der Gemeinde Reppenstedt hat.

## Geschichte

### Urgeschichte
In Kirchgellersen wurde ein Werkzeug eines Neanderthalers gefunden, dessen Alter auf 34.000 bis 100.000 Jahre geschätzt wurde. Im 3. Jahrtausend v. Chr. wurde das Hügelgrab De swatte Barg angelegt. Beigaben wie Fibeln aus Silber und Bronze, Rasiermesser und Knochenkämme wurden am Ende des 19. Jahrhunderts ausgegraben. Im Ort wurde eine römische Goldmünze des Kaisers Valentinian II. (375–392 n. Chr.) gefunden.

### Mittelalter
Die erstmalige urkundliche Erwähnung als Geldessen erfolgte im Jahre 1123. 1263 erfolgte eine Nennung als Kercgelderdessen. Laut einer Urkunde vom 22. November 1313 gab es eine Schenkung des Ritters Lippold von Dhoren, mit der er den Grundstein für das Kirchgellerser Kloster legte. Im Jahre 1314 bestätigten Herzog Otto von Braunschweig und Bischof Nikolaus von Verden die Gründung des Prämonstratenser-Klosters in Kirchgellersen. Das älteste Gebäude in Kirchgellersen wurde 1559 errichtet. Die Kirchgellerser Schule wurde 1562/63 instituiert. Kirch Gildersen wurde 1585 auf der Karte SAXONIA IMPERIOR ET MEKLENBORG DVC. von Gerhard Mercator verzeichnet. Im Laufe des Dreißigjährigen Krieges (1618 bis 1648) wurde die St. Laurentiuskirche mehrmals geplündert und das Pfarrhaus niedergebrannt.

### Neuzeit
1704 ist der Ort auf einer Karte als „Kirch Geldersen“ verzeichnet. 1829 wurde eine Sparkasse gegründet. Eine Feuerspritze wurde 1880 angeschafft. Die Gründung der Freiwilligen Feuerwehr Kirchgellersen erfolgte im Jahr 1881.

### Ortsname
Alte Bezeichnungen des Ortes sind um 1123 Geldessen, um 1180 Chelderdessen, 1229–35 Geldersen, 1244 Geldersen, 1263 Kercgelderdessen, 1267 Gelderdissen, Gelderdessen, 1271 Geldersen, 1304 Westerghelderdessen, 1326 Ghelderßen, 1326 Ghelderdessen und um 1326 Sudergelderdessen.
Der Ortsname Kirchgellersen ist nicht zu trennen von Südgellersen und Westgellersen. Die alten Belege setzen die Grundform „Gelderd-es-husen“ voraus. Es erfolgte früh eine Abschwächung von „-husen“ zu „-sen“ (Adelebsen, Erbsen, Holtensen). Im Grundwort liegt „-husen“ vor (alte Mehrzahl zu „hus“ Haus), im Bestimmungswort ein sogenannter Personenname. Der Ortsname könnte Geldherdes Siedlung bedeuten, was für eine Siedlung eines Mannes steht, dessen Name Geld-hard, -herd gelautet haben könnte. Der Personenname enthält germanisch „Geld“ im Sinne von „wert“ und „hart, kernig, kräftig“.

## Politik
Die Gemeinde Kirchgellersen gehört zum Landtagswahlkreis 49 Lüneburg und zum Bundestagswahlkreis 38 Lüchow-Dannenberg – Lüneburg.

### Gemeinderat
- Grüne: 2
- SPD: 3
- FDP: 1
- CDU: 7

Der Gemeinderat in Kirchgellersen setzt sich aus 13 Ratsfrauen und Ratsherren folgender Parteien zusammen:
- CDU: 7 Sitze
- SPD: 3 Sitze
- Grüne: 2 Sitze
- FDP: 1 Sitz

(Stand: Kommunalwahl 11. September 2021)

### Kommunalwahl 2021
- CDU: 53,09 %[8]
- SPD: 20,79 %
- Grüne: 19,54 %
- FDP: 6,58 %

### Bürgermeister
Bürgermeister ist derzeit Herr Jürgen Hövermann (CDU).

## Kultur und Sehenswürdigkeiten

### Bauwerke
Ev.-luth. St.-Laurentius-Kirche

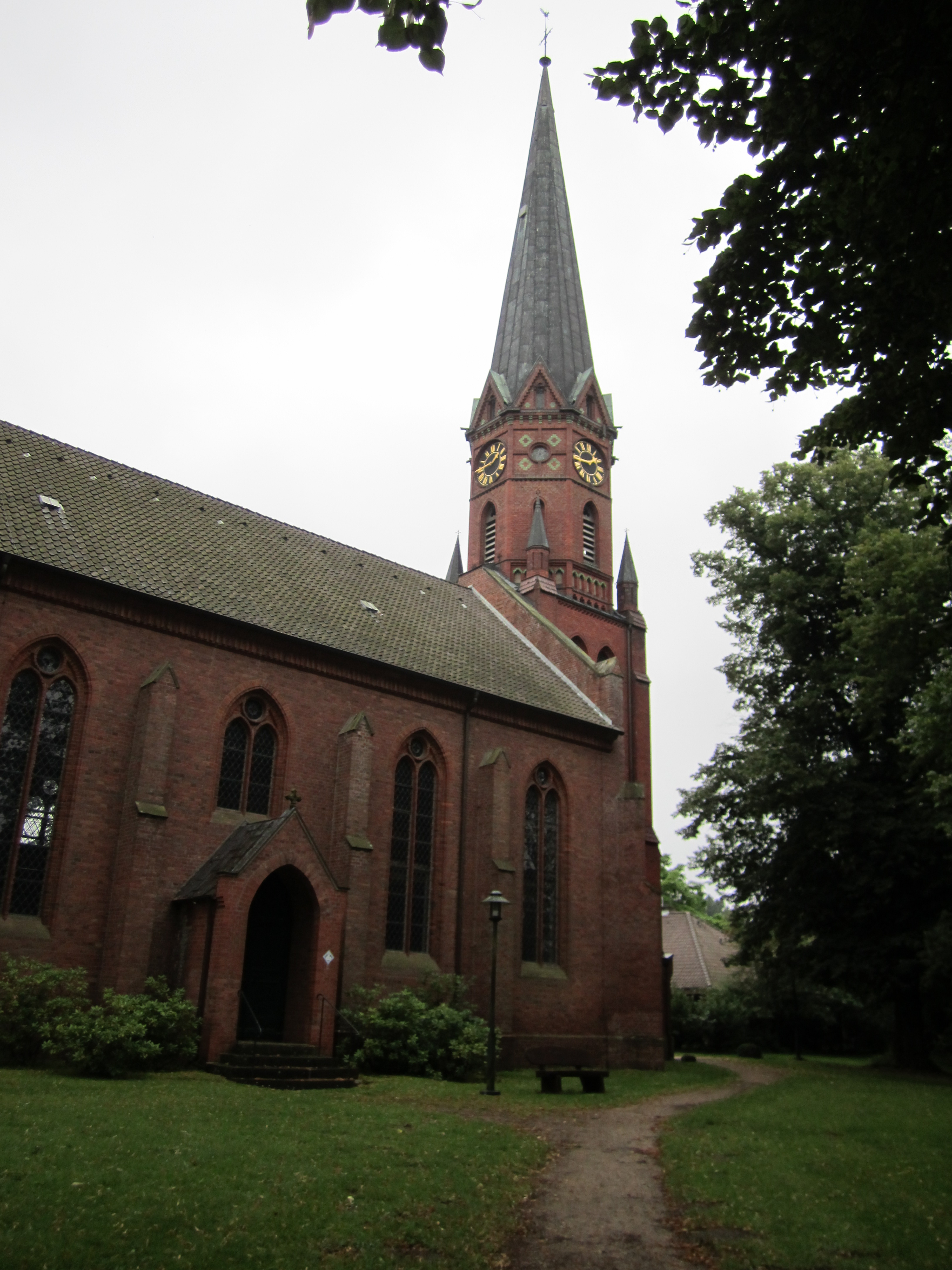
St.-Laurentius-Kirche

Im Jahre 1313 fanden Prämonstratensermönche den Vorgänger der Laurentiuskirche vor, als sie ein Kloster im Ort gründeten. Die St.-Laurentius-Kirche wurde 1858 im neugotischen Stil, aber aus Geldmangel ohne Turm erneuert. Dieser wurde erst 1904 nach einer Volksbefragung erbaut und ist 44 m hoch. Der Taufkessel von 1450 ist erhalten geblieben.

### Grünflächen und Naherholung
- Naturbad

## Wirtschaft und Infrastruktur

### Verkehr
Zu den Autobahnen A 7 und A 39, die im Westen bzw. Nordosten der Gemeinde liegen, sind es ca. 16 bzw. 12 km.
Die Gemeinde liegt an der Landesstraße 216.
Im Tarifrahmen des Hamburger Verkehrsverbunds verkehren mehrere Buslinien mit Lüneburg, Südergellersen, Salzhausen, Westergellersen und Vierhöfen.

### Breitbandausbau
Der Gemeinde steht Glasfaser zur Verfügung.

## Persönlichkeiten
- Julius Schultze (* 1811 in Kirchgellersen; † 1881 in Oldenburg (Oldb)), Unternehmer